# Travassô

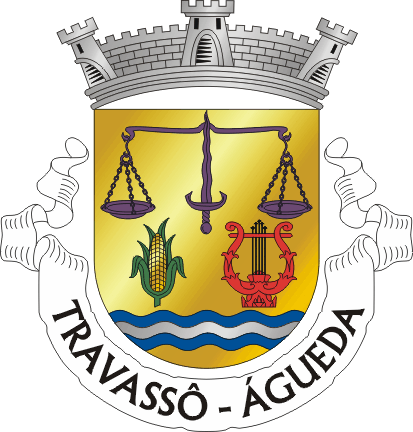
Das Wappen der ehemaligen Freguesia

Travassô ist ein Dorf und eine ehemalige Gemeinde (Freguesia) im portugiesischen Kreis Águeda. In der Freguesia Travassô lebten 1585 Einwohner (Stand 30. Juni 2011) auf einer Fläche von 7,7 km².
Am 29. September 2013 wurden die Freguesias Travassô und Óis da Ribeira zur neuen Freguesia União das Freguesias de Travassô e Óis da Ribeira zusammengefasst. Travassô ist Sitz dieser neu gebildeten Freguesia.